# 歐智華
歐智華（英語：Stuart Gulliver）英國銀行家。前任滙豐控股有限公司行政總裁。歐智華1980年牛津大學畢業後加入滙豐，曾被派往香港和東京工作。2000年被任命為集團總理，2004年被任命為集團董事總經理。2008年5月出任執行董事。他曾擔任滙豐私人銀行控股（瑞士）有限公司、滙豐銀行中東有限公司、滙豐銀行法國董事會主席。2011年接替紀勤（Michael Geoghegan）出任滙豐集團行政總裁。
2012年5月21日，歐智華在香港股東非正式會議透露，檢討總部選址無限期押後，亦強調若總部遷至香港對滙控股價毫無幫助，相反倫敦條件比香港更有優勢。
| 商界職務    | 商界職務                                 | 商界職務    |
| ----------- | ---------------------------------------- | ----------- |
| 前任： 紀勤 | 滙豐控股有限公司行政總裁 2010年 - 2018年 | 繼任： 范寧 |